# BS Fire Emblem Akaneia Senki
BS Fire Emblem Akaneia Senki (BS ファイアーエムブレム　アカネイア戦記, BS Faiā Emuburemu Akaneia Senki, Fire Emblem: Archanea Saga), ou plus souvent BS Fire Emblem, est une compilation de quatre courts jeux vidéo de la série Fire Emblem qui est sortie en 1997 sur la plate-forme Satellaview pour la Super Famicom. Elle n'est sortie qu'au Japon.
Bien que les évènements de BS Fire Emblem soient considérés comme canons vis-à-vis de Fire Emblem: Shadow Dragon & the Blade of Light, Fire Emblem: Mystery of the Emblem et leurs remakes, cette compilation n'est généralement pas prise en compte dans le décompte des jeux de la série mais est plutôt vue comme un spin-off ou une extension de Mystery of the Emblem. Ainsi, bien que sortie entre le quatrième épisode Fire Emblem: Genealogy of the Holy War et Fire Emblem: Thracia 776, c'est ce dernier qui est admis comme le cinquième opus par la communauté de joueurs.

## Synopsis
Les quatre épisodes se déroulent sur le continent d'Akaneia au début de la "Guerre des Ombres" contée dans Shadow Dragon & the Blade of Light et ses remakes. Ils précèdent de peu le début de l'aventure de Marth.

### Épisode I: La chute de la capitale
L'armée de Doluna mène l'assaut sur le Palais éternel, résidence de la famille royale d'Akeneia. Alors que la défaite est imminente, le roi ordonne à l'évêque Boah de mener sa fille, le princesse Nyna, hors de danger. Accompagnés par les chevaliers Midia, Dolph, Macellan et Tomas, le groupe tente de fuit le château mais sont pris au piège par les forces de Doluna et sont contraints de se battre pour s'échapper.
Le combat prend fin grâce à l'intervention de Camus, général de Grust allié à Doluna, qui négocie la capitulation pacifique d'Akaneia en promettant de prendre la tête des forces d'occupation du pays, une issue considérée comme plus favorable qu'une occupation directe par Doluna.

### Épisode II: Le carabin rouge
L'armée de Medon, alliée à Doluna, envahit Aurelis, alliée à Akaneia. Minerva, la princesse de Medon, remarque que des membres de son armée ont désobéi à ses ordres et tentent de piller un village, défendu par quelques cavaliers d'Aurelis dont le prince Hardin et les chevaliers Wolf et Roshea. Minerva, accompagnée des chevaliers pégase Catria et Est viennent en aide à Hardin, dont elles ignorent l'identité. Ils sont également assistés par l'évêque Frost.
À l'issue du combat, Palla, la sœur de Catria et Est partie chercher du renfort, informe Minerva de l'identité d'Hardin.

### Épisode III: Des voleurs épris de justice
Après la chute d'Akaneia, le voleur Rickard et la soeur Lena se rencontrent dans la capitale. Ils décident de s'infiltrer dans le palais pour y voler les richesses qui y sont entreposées et les redistribuer aux plus pauvres, et recrutent le chasseur Castor et l'épéiste Nabarl pour les aider. Entrés dans le palais, ils sont contre toute attente confrontés à un groupe de voleurs concurrents et moins altruistes qu'eux. Ils parviennent toutefois à convaincre les mercenaires Dice et Malice de déserter l'autre groupe en leur faveur.
Camus interrompt la bataille et prend les voleurs la main dans le sac. Confronté par Lena au sujet du rôle de Grust dans la guerre, Camus est finalement convaincu par Nyna de laisser les voleurs partir à condition qu'ils promettent d'utiliser l'argent volé pour le bien des plus démunis.

### Épisode IV: Le commencement
Deux ans après la chute du Palais éternel, Medeus, l'empereur de Doluna, demande à Camus de lui remettre Nyna afin de l’exécuter et ainsi mettre un terme à la dynastie royale d'Akaneia. Camus, qui a fini par s'éprendre de Nyna, refuse catégoriquement. Medeus ordonne alors à son armée de prendre le palais et tuer la princesse. En apprenant la nouvelle, Camus ordonne à trois chevaliers de l'Ordre Noir à ses ordres, Belf, Roberto et Reiden de l'aider à escorter Nyna vers Aurelis afin qu'elle soit placée sous la protection d'Hardin.
Nyna parvient à atteindre Aurelis, mais Camus et ses chevaliers sont faits prisonniers durant la bataille. En échange de la vie de ces derniers, Camus accepte la sentence de Medeus : il est torturé sur le trajet du retour puis incarcéré dans la forteresse de Doluna.

## Système de jeu
Le jeu était rendu disponible grâce au Satellaview, un périphérique incluant un service de téléchargement de jeux vidéo via satellite grâce à une station de télévision. Les différents épisodes d'Akaneia Senki ont ainsi été diffusés à trois reprises entre septembre 1997 et mai 1999. L'idée était de permettre au joueur de jouer à un jeu qu'il aurait téléchargé, alors que ce dernier serait agrémenté par des cinématiques doublées qui ne pouvaient être diffusées qu'au moyen de la télévision, donc seulement à un horaire précis.
Bien que sorti après Genealogy of the Holy War, le jeu réutilise le moteur de son prédécesseur Mystery of the Emblem, sans doute pour se rapprocher de l'esthétique de ce jeu dans la mesure où il se déroule dans le même univers. Le système de jeu reprend les éléments classiques de la série : dans des combats tactiques au tour par tour, le joueur déplace et fait agir ses unités sur une carte quadrillée, qui peuvent attaquer des ennemis ou utiliser un objet. Si les unités sont vaincues, elles disparaissent jusqu'à la fin de l'épisode. De plus, chaque chapitre compte un ou deux personnages principaux dont la défaite cause un Game Over et fait reprendre l'épisode au début.
Chaque épisode consiste donc à survivre durant l'heure de diffusion tout en accumulant autant de points que possible. Les points sont obtenus en battant des ennemis, en ouvrant des coffres ou en visitant des villages. Il n'y a pas de condition de victoire à proprement parler, comme un point de capture par exemple, et vaincre le boss ou décimer l'ennemi ne met pas fin à l'épisode, qui continuera de faire apparaître de nouveaux ennemis à chaque tour jusqu'à la fin. Les unités ne sont pas recrutées en leur parlant comme dans c'est d'ordinaire le cas dans Fire Emblem mais rejoignent le groupe du joueur automatiquement au bout d'un certain temps fixe.

## Postérité

### Remake
Les quatre chapitres d'Akaneia Senki ont été réintroduites en tant que contenu bonus de Fire Emblem: New Mystery of the Emblem, le remake du deuxième scénario de Mystery of the Emblem, qui avait lui-même servi de base au moteur d'Akaneia Senki. Elles sont désormais connues sous le nom de Shin Akaneia Senki (新・アカネイア戦記, New Archanea Saga). Les quatre missions sont retravaillées de manière à en retirer les éléments de temps et en faire des chapitres aux objectifs plus classiques.

### Divers
Dans la campagne principale de Shin Monshō no Nazo, les six personnages jusqu'ici exclusifs à Akaneia Senki (Frost, Dice, Malice, Belf, Roberto et Reiden) peuvent désormais être recrutés.
L'opus Fire Emblem: Awakening se déroule dans le même univers 2000 ans après l'époque d'Akaneia Senki. Certains personnages du jeu y sont par ailleurs recrutables par le biais des fonctionnalités Spotpass.
Certains personnages du jeu ont fait une ou plusieurs apparitions dans le jeu mobile Fire Emblem Heroes et dans le jeu de cartes dérivé Fire Emblem 0 (Cipher).